# Pseudoabstinens
Pseudoabstinens (av det grekiska ordet ψεῦδος / pseudos (SV: lögn, oriktighet) och abstinens) är ett sällan använt begrepp som betecknar abstinenssymtom orsakade inte av brist på tidigare förefintlig beroendeframkallande substans i kroppen, utan bara en påminnelse om tidigare missbruk .
Ifall en före detta missbrukare råkar hamna i situationer där hen blir påmind om tidigare drogupplevelser, till exemplen i form av en plats där drogen försåldes eller konsumerades, kan hen utveckla liknande abstinenssymtom som tidigare under avvänjningen, utan att ha intagit drogen på lång tid. Detta medför en stor risk för återfall i missbruk. Fenomenet har observerats efter tidigare missbruk av bland annat alkohol, nikotin, amfetamin, barbiturater, cannabis, kokain och morfin.
Risken för pseudoabstinens kan kvarstå under många år eller hela resten av livet.